# Intelmek udvarhölgyeknek
Az Intelmek udvarhölgyeknek (kínai: 女史箴圖; pinyin: Nǚshǐ Zhēntú, magyaros átírásban: Nusi Csentu) egy kínai selyemfestmény, melyet eredetileg Gu Kaizhi alkotásának tulajdonítottak, ám modern kori tudósok szerint ez egy 5-8. században készült másolat Gu Kaizhi Jin-dinasztia idején készített eredeti festményéről.
A festmény egy 292-ben Csang Hua (232-300) által írt vers illusztrációjaként készült. A vers célja Csia Nanfeng (257–300) császárné dorgálása volt, illetve hogy útmutatót adjon a császári feleségeknek és ágyasoknak a viselkedési szokásokról.
A festmény jelenleg a londoni British Museumban látható, mint a kínai tekercs festmények legkorábbi darabja és a világ leghíresebb kínai festményeként vált ismertté. A tekercsről először a késői Szung-dinasztia idejéről vannak feljegyzések, amikor Szung Huj-cung (uralkodott 1100–1126) császár gyűjteményének egy darabja volt. A századok során több gyűjtő kezén ment át a tekercs, legtöbbjük rá is tette a tulajdonlásának pecsétjét, míg végül Csien-lung kínai császár (élt 1711–1799, uralkodott 1735–1796) birtokába került. 1899-ben a bokszerlázadás után a brit indiai hadsereg egy tisztje lefoglalta, majd eladta a British Museumnak. A festmény nem teljes, az eredetileg tizenkét jelenetből hiányzik az első három. A tekercsről készült egy monokróm papírmásolat a teljes tartalommal a Szung-dinasztia idején, mely jelenleg a pekingi Tiltott Városban található.
A kép bekerült a BBC rádió 2010-es A History of the World in 100 Object című sorozatának darabjai közé.